# يوجينيو مونتي
يوجينيو مونتي (بالإيطالية: Eugenio Monti)‏ هو متزلج جماعي إيطالي، ولد في 23 أكتوبر 1928 في دوبياكو في إيطاليا، وتوفي في 1 ديسمبر 2003 في بلونو في إيطاليا.

## وصلات خارجية
- يوجينيو مونتي على موقع اللجنة الأولمبية الدولية (الإنجليزية)
- يوجينيو مونتي على موقع أوليمبيديا (الإنجليزية)
- يوجينيو مونتي على موقع اللجنة الأولمبية الإيطالية (الإيطالية)
- يوجينيو مونتي على موقع الموسوعة البريطانية (الإنجليزية)